# Infinity-Klasse
Die Infinity-Klasse ist eine aus sieben Einheiten bestehende Klasse von Kreuzfahrtschiffen der US-amerikanischen Reederei SunStone Ships. Bis 2023 wurden sechs Einheiten in Dienst gestellt, die alle an verschiedene Reiseveranstalter verchartert sind. Ein siebtes Schiff befindet sich im Bau.

## Beschreibung
Die Schiffe werden dieselelektrisch durch zwei Elektromotoren mit jeweils 2200 kW Leistung angetrieben. Die Motoren wirken über Untersetzungsgetriebe auf zwei Verstellpropeller. Für die Stromerzeugung stehen vier Dieselgeneratorsätze zur Verfügung. Die Generatoren werden von Wärtsilä-Dieselmotoren angetrieben, zwei Sechszylinder-Dieselmotoren (Typ: 6L20) mit jeweils 1140 kW Leistung (jeweils 1425 kVA Scheinleistung) und zwei Achtzylinder-Dieselmotoren (Typ: 8L20) mit jeweils 1520 kW Leistung (jeweils 1900 kVA Scheinleistung). Die Generatorsätze sind in zwei Maschinenräumen mit jeweils einem der Sechs- und einem der Achtzylindermotoren untergebracht. Die Dieselmotoren werden mit Marinedieselöl betrieben und sind mit einer SCR-Abgasnachbehandlungsanlage zur Reduktion von Stickoxiden ausgerüstet. Sie erfüllen damit die IMO-Vorgaben zur Reduzierung von Stickoxidemissionen (Tier III). Die Abwärme der Motoren wird für die Heizung an Bord genutzt. Die Schiffe sind mit einem elektrisch mit 880 kW Leistung angetriebenen Bugstrahlruder ausgestattet.
Die Schiffe verfügen über ein System zur dynamischen Positionierung. Dies erlaubt das Halten der Position auf See, ohne einen Anker ausbringen zu müssen. Hierdurch soll der teilweise empfindliche Meeresgrund in den Fahrtgebieten der Schiffe geschont werden. Die Schiffe sind mit Flossenstabilisatoren und Stillstandsstabilisatoren („Zero-Speed“-Stabilisator) zur Reduktion der Schiffsbewegungen, wenn dieses keine Fahrt durch das Wasser macht, ausgestattet. Der Rumpf der Schiffe ist eisverstärkt (Eisklasse 1A, Polar Class 6). Die Schiffe sind nach Polar Code, Kategorie B, zertifiziert und werden nach den in der SOLAS-Konvention implementierten „Safe Return to Port“-Regularien gebaut, die sicherstellen sollen, dass die Schiffe auch nach dem Verlust einer Abteilung durch Feuer oder Wassereinbruch in der Lage sind, sicher einen Hafen zu erreichen.
Die Schiffe verfügen über acht Decks. Die Decks 3 bis 8 sind für Passagiere zugänglich. Die Ausstattung der Schiffe unterscheidet sich je nach Anforderung des Charterers.
Die Schiffe führen Festrumpfschlauchboote mit, mit denen Passagiere an Land gebracht werden können. Sie sind mit seitlichen Pforten auf Meereshöhe ausgestattet, die ein einfaches Übersteigen in die Schlauchboote ermöglichen. Am Heck befinden sich Staumöglichkeiten für Expeditionsausrüstung wie beispielsweise Kajaks sowie Plattformen, von denen aus die Kajaks genutzt werden können. Die Plattformen sind auch für andere Aktivitäten nutzbar, z. B. für Tauchgänge.

## Schiffe
Die Schiffe sind als Expeditionskreuzfahrtschiffe konzipiert. Sie basieren auf dem Entwurf CX103 des norwegischen Unternehmens Ulstein Design & Solutions. Die Schiffe sind mit einem X-Bow ausgestattet. Dieser führt zu einem geringeren Treibstoffverbrauch und verbessertem Seeverhalten insbesondere bei starkem Wellengang. Die Schiffe der Infinity-Klasse sind die ersten Kreuzfahrtschiffe, bei denen dieses Rumpfdesign umgesetzt wurde. Der Schiffstyp kann auch mit herkömmlichem Bug gebaut werden.
Die Schiffe wurden auf der chinesischen Werft China Merchants Heavy Industry in Haimen für die US-amerikanische Reederei SunStone Ships in Miami gebaut. Der ursprüngliche Plan, die Schiffe bei Ulstein bauen zu lassen, ließ sich aufgrund von Finanzierungsproblemen nicht realisieren. Nachdem auch andere europäische Werften nicht infrage kamen, weil sie ausgebucht waren oder keine Erfahrung mit dem Bau von Kreuzfahrtschiffen hatten, entschied SunStone Ship sich, den Auftrag nach China zu vergeben, wo zwar auch die Erfahrung mit dem Bau von Kreuzfahrtschiffen fehlte, aber zumindest die nötigen Kapazitäten vorhanden waren. Die Bauaufsicht wurde von Ulstein wahrgenommen.
Von dem Schiffstyp wurden bis 2023 sechs Einheiten gebaut, eine weitere Einheit befindet sich seit Ende 2023 im Bau. Zunächst war der Bau von zehn Schiffen geplant. Die Optionen auf drei weitere Schiffe der Klasse ließ SunStone Ships verfallen. Die Baukosten beliefen sich auf rund 65 Mio. US-Dollar pro Schiff. SunStone Ships betreibt die Schiffe nicht selbst, sondern verchartert sie. Die Schiffe werden von Cruise Management International in Miami bereedert. Die Schiffe wurden unter der Flagge der Bahamas mit Heimathafen Nassau in Fahrt gesetzt. Später wurden einige Schiffe nach Portugal umgeflaggt.

### Greg Mortimer
Das Typschiff der Schiffsklasse wurde als Baunummer CMHI 196-1 gebaut. Der Bau begann mit dem ersten Stahlschnitt am 16. März 2018. Die Kiellegung fand am 12. Juni 2018, der Stapellauf am 12. März 2019 statt. Das Schiff wurde am 6. September 2019 getauft und an SunStone Ships abgeliefert. Es wird als Greg Mortimer (IMO-Nr. 9834648) von Aurora Expeditions für Kreuzfahrten in den Polarregionen betrieben. Benannt ist es nach einem der Gründer des Unternehmens.
An Bord befinden sich 77 Passagierkabinen, in denen 126 Passagiere untergebracht werden können. Weiterhin befinden sich unter anderem ein Restaurant und zwei Bars, eine Lounge, die auch als Vortragsraum genutzt wird, eine Bücherei, ein Fitnessraum, Sauna und Wellness-Center, Beobachtungsplattformen – darunter zwei ausklappbare Plattformen im Bugbereich – und eine Umkleide, die vor bzw. nach Landgängen bzw. Bootsexkursionen genutzt werden kann, an Bord. Die Besatzungsstärke beläuft sich auf 24 Seeleuten für den Schiffsbetrieb, rund 50 Mitarbeiter im Hotelbetrieb und rund 20 Personen im Bereich der Expeditions- und Reiseleitung.
Das Schiff geriet im Zuge der COVID-19-Pandemie in die Schlagzeilen, nachdem es am 15. März 2020 mit 217 Personen an Bord von Ushuaia in Argentinien zu einer Reise in die westliche Antarktis und Südgeorgien ausgelaufen war, während sich an Bord das Virus verbreitete. Am 6. April lag das Schiff schließlich 24 km vor Montevideo, Uruguay, und hatte mindestens 81 Infizierte und 45 Gesunde an Bord, die übrigen Testergebnisse standen noch aus. Sechs schwere COVID-19-Fälle mussten zur Behandlung an Land gebracht werden.
Im Juli 2023 fiel das Schiff infolge eines Propellerschadens während der laufenden Arktis-Saison aus. Es wurde durch die Ocean Explorer ersetzt und nach der Reparatur wieder in Fahrt gesetzt.

### Ocean Explorer
Die Ocean Explorer (IMO-Nr. 9883194) wurde als Baunummer CMHI 196-4 gebaut. Das Schiff wurde im November 2018 bestellt. Der Bau des Schiffes begann mit dem ersten Stahlschnitt am 6. September 2019. Die Kiellegung fand am 16. Dezember 2019, der Stapellauf am 14. August 2020 statt. Das Schiff wurde im Juli 2021 getauft und abgeliefert. Die Indienststellung erfolgte im August in Poole im Vereinigten Königreich.
Die Passagierkapazität des Schiffes wird mit 170 Personen angegeben, für die 77 Kabinen zur Verfügung stehen. Das Schiff ist anders als die anderen Bauten der Serie mit einem Atrium über zwei Decks ausgestattet.
Charterer des Schiffes war die Vantage Cruise Line/Vantage Deluxe World Travel. Das Schiff wurde im Mai 2023 vorübergehend in Caen aufgelegt. Der Reiseveranstalter meldete Ende Juni 2023 Insolvenz an. Im Juli 2023 wurde das Schiff wieder in Fahrt gesetzt und übernahm in der laufenden Arktis-Saison für Aurora Expeditions die verbliebenen Kreuzfahrten der infolge eines Propellerschadens ausgefallenen Greg Mortimer.
Am 11. September 2023 lief die Ocean Explorer im Alpefjord (Nordost-Grönland-Nationalpark) auf Grund und konnte nach drei gescheiterten Versuchen erst am 14. September wieder freigeschleppt werden.
Seit Ende 2024 wird das Schiff von Quark Expeditions in der Antarktis und der Arktis eingesetzt. Es ersetzt dort die Ocean Adventurer.

### Ocean Victory
Die Ocean Victory (IMO-Nr. 9868869) wurde als Baunummer CMHI 196-3 gebaut. Das Schiff wurde im Juni 2018 bestellt. Der erste Stahlschnitt erfolgte am 12. März 2019, die Kiellegung am 6. September 2019. Am 19. März 2020 wurde das Schiff zu Wasser gelassen. Die Ocean Victory wurde am 12. Oktober 2021 abgeliefert. Das Schiff war an die zu American Queen Voyages gehörende Reederei Victory Cruise Line für Kreuzfahrten nach Alaska in der Sommersaison auf der Nordhalbkugel und Albatros Expeditions für Kreuzfahrten in die Antarktis in der Sommersaison auf der Südhalbkugel verchartert. Nach der Insolvenz von American Queen Voyages wurde das Schiff im April 2024 für die Sommersaison ab April 2025 an den spanischen Veranstalter Alma Cruceros verchartert. Nach nur wenigen Wochen im Betrieb sagte Alma Cruceros im Mai 2025 jedoch alle Reisen ab und legte das Schiff vor Gibraltar auf.
Das Schiff verfügt über 93 Kabinen für 200 Passagiere (Albatros Expeditions vermarktet das Schiff mit einer Passagierkapazität von 189 Personen). Die Besatzungsstärke ist mit 100 Personen vorgesehen, die in 57 Kabinen untergebracht sind.

### Sylvia Earle
Die Sylvia Earle (IMO-Nr. 9872327), benannt nach der US-amerikanischen Ozeanografin und Umweltaktivistin, wurde am 29. Mai 2019 als siebtes Schiff der Serie bestellt. Der Bau des Schiffes mit der Baunummer CMHI 196-2 begann am 19. März 2020. Das Schiff wurde am 15. Juli 2020 auf Kiel gelegt und am 18. März 2021 zu Wasser gelassen. Es wurde am 21. Oktober 2022 gemeinsam mit der Ocean Odyssey abgeliefert. An Bord stehen 71 Kabinen für 132 Passagiere zur Verfügung. Das Schiff ist wie die Greg Mortimer an Aurora Expeditions verchartert.

### Ocean Odyssey
Die Ocean Odyssey (IMO-Nr. 9880673) wurde als Baunummer CMHI 196-5 gebaut. Das Schiff wurde im November 2018 bestellt. Der Bau des Schiffes begann am 24. September 2020, die Kiellegung erfolgte am 18. März 2021. Das Schiff wurde am 27. Oktober 2021 zu Wasser gelassen. Das Schiff wurde gemeinsam mit der Sylvia Earle am 21. Oktober 2022 abgeliefert. Charterer war wie bei der Ocean Explorer das in Boston im US-Bundesstaat Massachusetts ansässige Unternehmen Vantage Deluxe World Travel. Das Schiff wurde im Mai 2023 in Caen aufgelegt. Der Reiseveranstalter meldete Ende Juni 2023 Insolvenz an. Anfang 2024 wurde das Schiff an einen Betreiber außerhalb des Kreuzfahrtmarktes verchartert.
An Bord stehen 77 Kabinen für 162 Passagiere zur Verfügung.

### Ocean Albatros
Die Ocean Albatros (IMO-Nr. 9880661) wurde als sechstes Schiff der Serie im April 2019 bestellt. Der Bau des Schiffes mit der Baunummer CMHI-196-6 begann mit dem ersten Stahlschnitt am 15. April 2021. Die Kiellegung erfolgte am 20. Januar 2022, die Ablieferung am 20. April 2023. Das Schiff wurde am 7. Mai 2024 in Kopenhagen getauft.
An Bord können 188 Passagiere in 94 Kabinen untergebracht werden. Charterer des Schiffes ist Albatros Expeditions, die es unter anderem für Expeditionskreuzfahrten in den Polargebieten einsetzen.

### Ocean Discoverer
Die Ocean Discoverer war für Ablieferung im März 2023 geplant und sollte an Victory Cruise Lines sowie Aurora Expeditions verchartert werden. Das Schiff sollte über 80 Passagierkabinen verfügen. Im Mai 2022 wurde bekannt, dass das Schiff wegen Problemen bei der Bauwerft nicht gebaut werden wird.

### Douglas Mawson
Im Februar 2023 wurde ein neuer Bauvertrag für den Bau einer siebten Einheit der Infinity-Klasse geschlossen, mit deren Bau im Dezember 2023 begonnen wurde. Die Kiellegung erfolgte Ende Mai 2024. Das Schiff (IMO-Nr. 9992713) soll von Aurora Expeditions eingesetzt und auf den Namen des australischen Polarforschers Douglas Mawson getauft werden. Am 29. November desselben Jahres fand der Stapellauf statt. Der Neubau soll im August 2025 abgeliefert werden und im folgenden Herbst auf Jungfernfahrt gehen.
Probefahrt: Juli 2025